# The Sweet Escape Tour
Tournées par Gwen Stefani
Harajuku Lovers Tour
(2005)
The Sweet Escape Tour est la seconde tournée solo de la chanteuse américaine Gwen Stefani. La tournée a débuté en avril 2007 pour se terminer en novembre 2007. Cette tournée soutient son second album solo The Sweet Escape, sorti en décembre 2006.

## Développement
La tournée donna suite à la précédente tournée de Stefani, The Harajuku Lovers Tour. Il s'agit d'une tournée mondiale qui, par rapport à la précédente, n'était uniquement passée que par l'Amérique du Nord et qui comporte au moins le double du nombre de concerts de celle-ci. Il s'agit du dernier plus gros effort de la part de Stefani en tant qu'artiste solo avant qu'elle décide de retrouver son groupe No Doubt après la fin de la tournée La principale caractéristique était l'utilisation de divers accessoires tels qu'une prison pour l'introduction du concert de Stefani, ainsi qu'un groupe de six personnes et un grand écran multimédia montrant des vidéos et des animations dans ce même contexte.
La tournée comporte sa propre série de controverses. Un groupe d'étudiants, militant pour la National Union of Malaysian Muslim Students, décidèrent de bannir un concert de Stefani qui devait avoir lieu le 21 août au Putra Indoor Stadium. Le vice-président du syndicat, Abdul Muntaqim dit : « Ses performances et ses tenues ne sont pas adaptés à notre culture. Ils favorisent un certain degré d'obscénité et encouragent les jeunes à imiter le mode de vie occidental. Le concert doit être annulé ». L'organisateur de l'évènement, Maxis Communications répondit plus tard : « Stefani a confirmé que son concert ne comportera pas de costumes plutôt révélateurs. Elle se conformera aux directives des autorités malaisiennes afin de s'assurer que son concert ne sera pas offensant pour les sensibilités locales » En avril 2007, Akon s'attira des problèmes pour avoir fait une danse obscène sur scène avec la fille d'un pasteur de quinze ans, dans un club en Trinité-et-Tobago, dans le cadre d'un faux concours,. En conséquence, le sponsor de la tournée, Verizon Wireless décida de ne plus sponsoriser la tournée.
Stefani fit un don de 166 000 dollars lors de son concert du 30 octobre à San Diego à la San Diego Foundation Lors de ses concerts du 22 et 23 juin concerts à Irvine en Californie, Stefani a été rejointe sur scène par les membres de son groupe No Doubt. Ils interprétairent leurs chansons Just a Girl, Spiderwebs, Sunday Morning, Hella Good et leur reprise de It's My Life par Talk Talk.

## Premières Parties

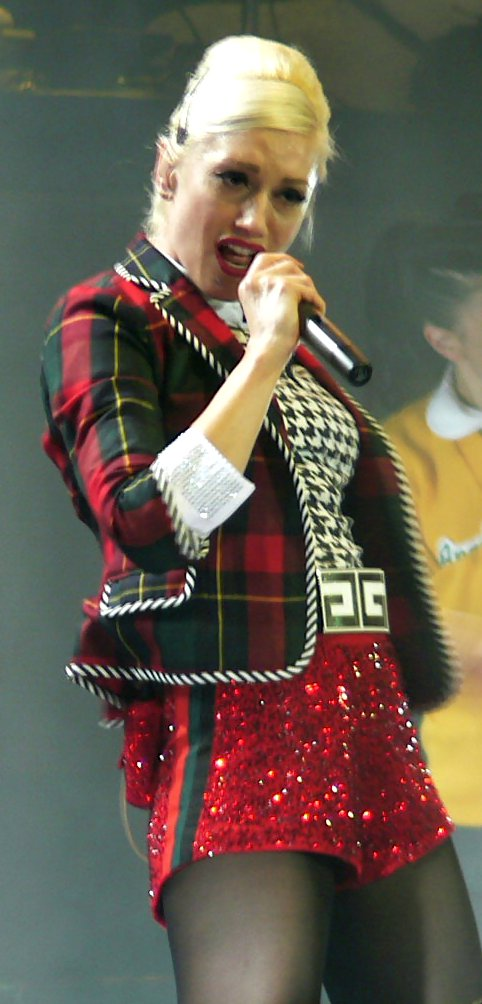
Stefani durant la tournée.

- Akon (dates sélectionnées en Amérique du Nord)
- Brick & Lace (dates sélectionnées en Amérique du Nord)
- Shirley Manson (dates sélectionnées en Amérique du Nord)
- Hoku Ho (Hawaii)
- The Hall Effect (Colombie et dates sélectionnées en Amérique du Nord)
- Lady Sovereign (dates sélectionnées en Amérique du Nord)
- Maria José (Mexico)
- Plastilina Mosh (Monterrey)
- Gym Class Heroes (Océanie)
- CSS (Europe)
- Sean Kingston (dates sélectionnées en Amérique du Nord)
- OneRepublic (dates sélectionnées en Amérique du Nord)

## Programme
1. The Sweet Escape (interprétée avec Akon)
2. Rich Girl
3. Yummy
4. 4 in the Morning
5. Luxurious
6. Early Winter
7. Wind It Up
8. Fluorescent 1
9. Danger Zone
10. Hollaback Girl
11. Now That You Got It
12. Medley :
  1. Don't Get It Twisted
  2. Breakin' Up
13. Cool
14. Wonderful Life
15. Orange County Girl
16. Encore :
  1. The Real Thing (Wendy and Lisa Slow Jam Mix)
  2. U Started It 1
  3. What You Waiting For?

1 Interprétée à certaines dates.

## Diffusions et enregistrements
Gwen annonça lors du concert du 30 octobre au Cox Arena at Aztec Bowl et du 1er novembre au Stockton Arena qu'elle était en train de réaliser un Sweet Escape Tour DVD. Uniquement les concerts au Cox Arena et au Stockton Arena ont été choisis pour le Sweet Escape Tour DVD.
Pour cette occasion spéciale, Gwen effectua une performance spéciale de la chanson U Started It qui n'a été interprétée qu'à quelques concerts. Durant le concert, elle courut dans la salle tout en chantant Cool.